# Laportea weddelli
Laportea weddelli är en nässelväxtart som beskrevs av Jacques Désiré Leandri. Laportea weddelli ingår i släktet Laportea och familjen nässelväxter. Inga underarter finns listade i Catalogue of Life.